# Jean Maillard
Jean Maillard (1515 circa – dopo il 1570) è stato un compositore francese di musica rinascimentale.
Poche sono le informazioni certe sulla sua vita, potrebbe essere associato alla Corona francese soprattutto per un mottetto scritto in suo onere. Molto probabilmente visse e lavorò a Parigi, tale affermazione è basata principalmente sulle edizioni dei suoi scritti, che qui furono preparate.
Verso la fine della carriera, lavorò inoltre per il poeta ugonotto Guillaume Guéroult.
Come Clément Marot, probabilmente si fece protestante o comunque maturò simpatie per tale corrente religiosa. Ciò può spiegare il suo allontanamento da Parigi nel 1570, con destinazione sconosciuta, dopo il quale non si hanno più notizie di lui.
Maillard è menzionato da Rabelais in Gargantua e Pantagruel, e da Ronsard nel suo Livre des Mélanges (rispettivamente 1560 e 1572). Ciò evidenzia come il compositore fosse celebre nel periodo, e molti dei suoi mottetti furono usati come materiale originario per messe parodistiche da compositori come Giovanni Pierluigi da Palestrina; inoltre Lassus rielaborò alcune delle sue musiche. Claude Goudimel usò inoltre una sua canzone secolare come base per la composizione di una messa.
A noi sono giunte sei messe di Maillard (di altre due si conosce l'esistenza ma la musica è andata perduta), 86 mottetti, magnificat, lamenti, canzoni spirituali e profane. 